# Antepagment
Als ein Antepagment bezeichnet man eine Platte, meist aus Terrakotta, die auch reliefiert oder bemalt sein konnte, die vor den Balkenköpfen eines Tempels, die an den Fronten herausragten, angebracht wurde.
Sie dienten zum einen zum Schutz des Holzes vor der Witterung und zum anderen als Schmuckelement. Sie gelten als Vorform der geschlossenen Dachkonstruktionen mit Tympana. Als Beispiel seien hier die Antepagmente von Pyrgi genannt.